# 2型糖尿病
2型糖尿病（にがたとうにょうびょう）とは、高血糖症、インスリン抵抗性、相対的インスリン不足が特徴の長期的代謝異常である。旧称は非インスリン依存性糖尿病（non-insulin dependent diabetes mellitus: NIDDM）。一般的症状は多渇症(異常な喉の渇き)、多尿症、原因不明の体重減少である。その他の症状には多食症（空腹感の増加）、疲労感、傷が治らないまたは治りにくいことが含まれる。ほとんどの症状は少しずつ現れる。長期の高血糖症による合併症には、心疾患、脳梗塞、糖尿病網膜症 があり、結果的に失明、腎不全、手足の血流の悪化による手足の切断などがある。非ケトン性高浸透性昏睡状態が突然発症することがあるが糖尿病性ケトアシドーシスは稀である。

## 原因
2型糖尿病の1番の原因は、不摂生な食生活や食べすぎである。人によっては遺伝的になりやすい場合がある。糖尿病の約90%が2型糖尿病であり、その他10%は1型糖尿病と妊娠糖尿病である。1型糖尿病は膵臓にてランゲルハンス島が分解され絶対的インスリン不足になる病気である。糖尿病の診断は空腹時の血糖検査、経口ブドウ糖負荷試験、または グリコヘモグロビンテストなどの血液検査がある。

## 治療
2型糖尿病は正常な体重の維持、定期的な運動、適度な食生活によって部分的に予防できる。 治療には運動と食事療法が含まれる。血糖値が十分に下がらない場合、薬剤のメトホルミンが勧められるのが一般的である。最終的にインスリン注射が必要な人がほとんどである。インスリン注射をしている人は日常の血糖値検査が勧められるが、薬剤を服用している人は必要ないことがある。 肥満の人は減量手術をすることによって糖尿病が改善されることが多い。
2型糖尿病は肥満に伴って1960年から増加傾向にある。2013年には368,000,000人が2型糖尿病と診断されていたのに比べ、1985年の診断者数はおよそ30,000,000人である。通常、2型糖尿病は中・高年齢からなる病気だが、若いうちからなる人の数は増えている。2型糖尿病は平均寿命の十年短縮と関係がある。 糖尿病は最初に見つけられた病気の一つである。糖尿病に対するインスリンの重要性は1920年代に確定された。